# Cyperus meridionalis
Cyperus meridionalis là loài thực vật có hoa trong họ Cói. Loài này được Barros mô tả khoa học đầu tiên năm 1938.